# Подострувек
Подострувек (пол. Podostrówek) — село в Польщі, у гміні Суховоля Сокульського повіту Підляського воєводства.
Населення — 61 особа (2011).
У 1975—1998 роках село належало до Білостоцького воєводства.

## Демографія
Демографічна структура станом на 31 березня 2011 року:
|          | Загалом | Допрацездатний вік | Працездатний вік | Постпрацездатний вік |
| -------- | ------- | ------------------ | ---------------- | -------------------- |
| Чоловіки | 29      | 6                  | 17               | 6                    |
| Жінки    | 32      | 6                  | 17               | 9                    |
| Разом    | 61      | 12                 | 34               | 15                   |